# Erythrina crista-galli
Erythrina crista-galli L., 1767 (nome comune: eritrina o albero del corallo) è un albero della famiglia delle Fabacee (o Leguminose), originario di Argentina, Brasile, Paraguay e Uruguay.
In Sud America è indicato con molti nomi: in spagnolo, ceibo, seibo o bucaré (un nome più ambiguo, che si riferisce a molte specie del genere Erythrina); in portoghese, corticeira. In inglese è spesso indicato come cockspur coral tree (cockspur è il nome comunemente usato per indicare la Echinochloa crus-galli), mentre in Italia viene indicato come "albero di corallo".
Erythrina crista-galli è l'albero nazionale dell'Argentina e il suo fiore è l'emblema floreale di Argentina e Uruguay. È anche l'albero urbano ed ufficiale di Los Angeles (California).
Questa specie cresce nelle zone calde, dove le temperature scendono di poco sotto gli zero gradi e salgono fino ai quaranta. Spesso è piantato nei parchi urbani per i suoi brillanti fiori rossi.

## Descrizione

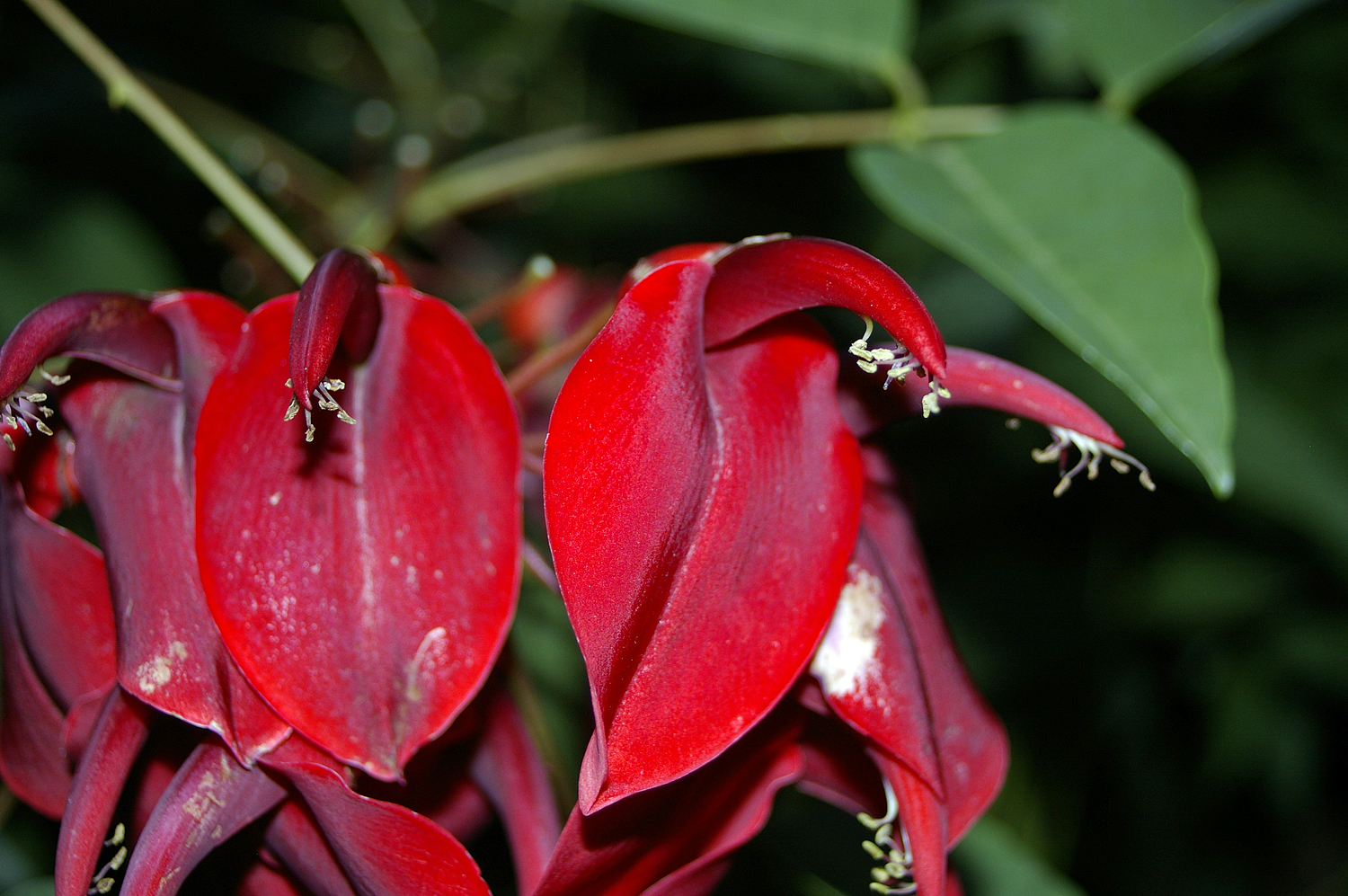
Infiorescenza

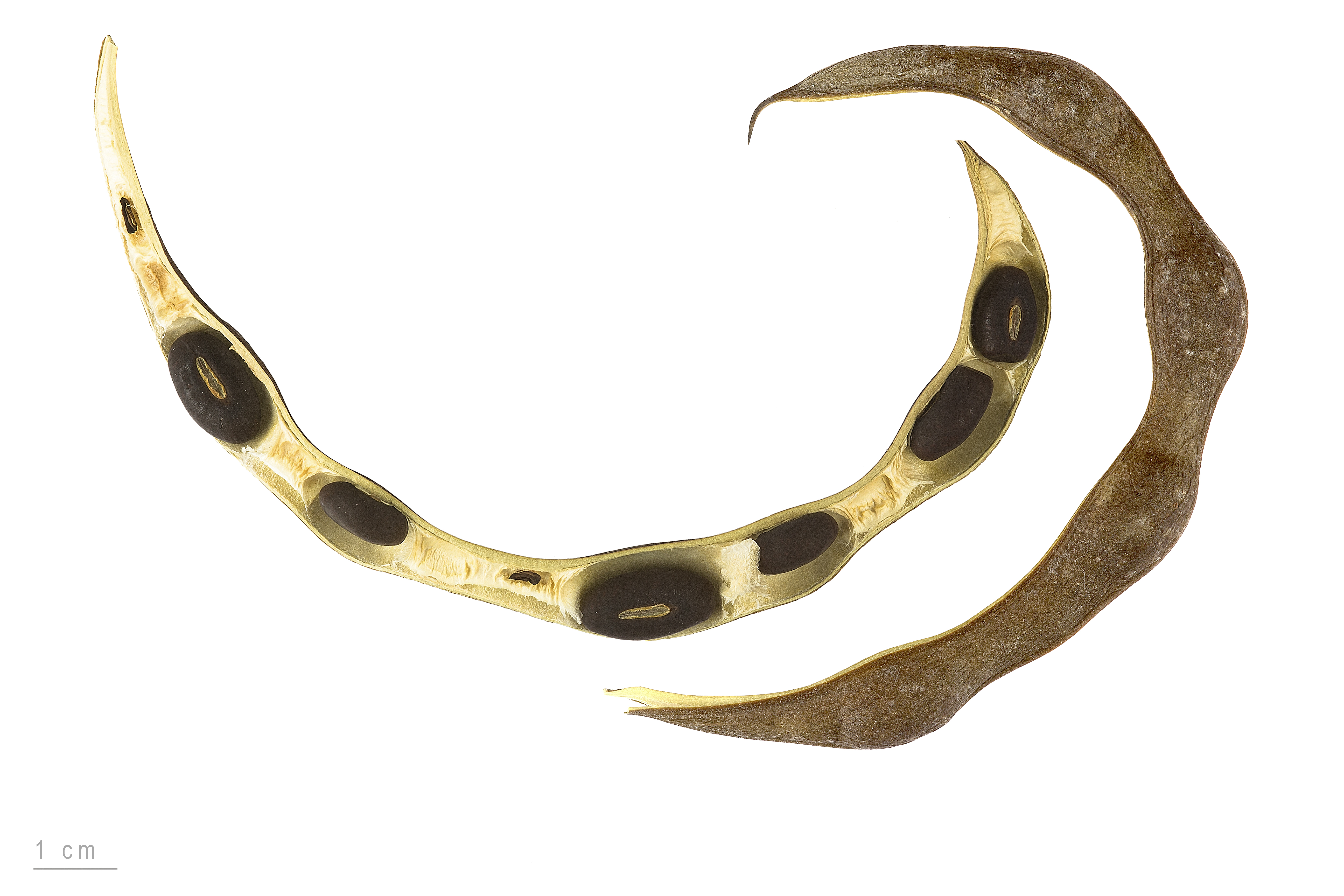
Erythrina crista-galli

Erythrina crista-galli è un piccolo albero, che normalmente misura 5-8 metri in altezza, anche se alcuni esemplari arrivano fino a 10 metri.
Il tronco legnoso dell'albero è provvisto di rami irregolari e spinosi e può raggiungere i 50 cm di circonferenza.

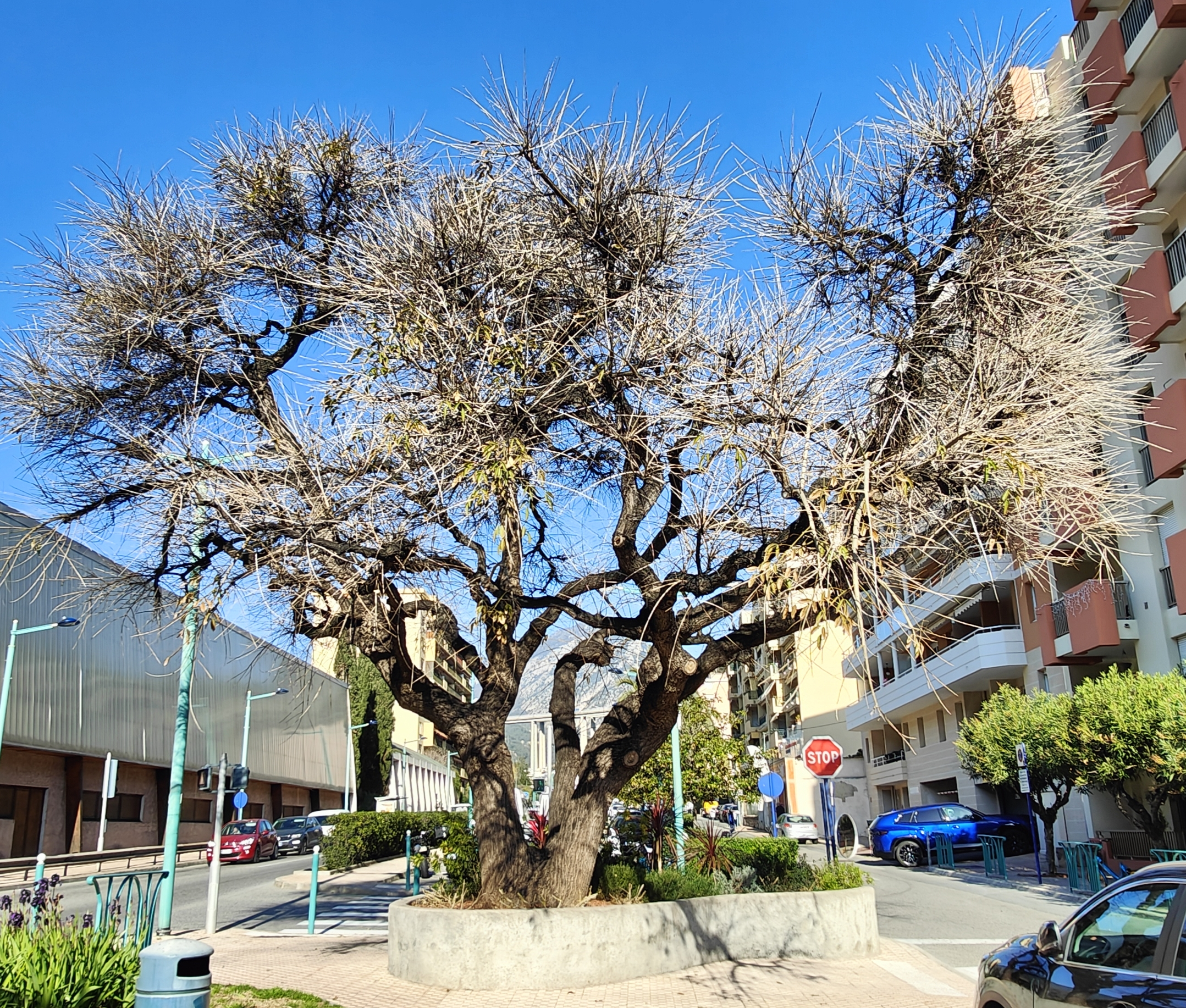
Albero del corallo (Erythrina crista-galli), versione invernale (Mentone, Promenade Val du Careï)

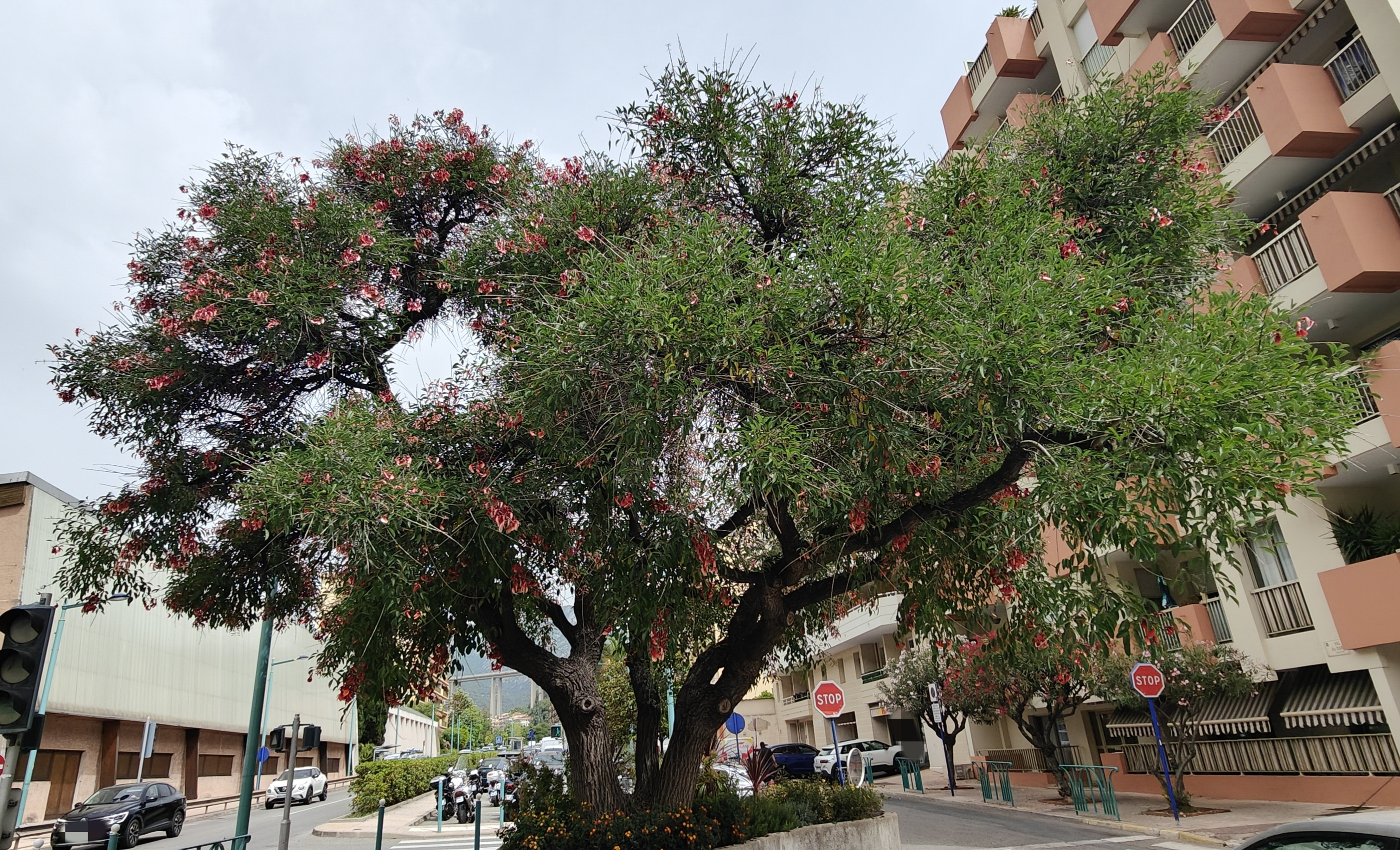
Lo stesso albero in versione estiva (giugno) con la tipica infiorescenza rossa

Questa pianta fiorisce in estate, tra ottobre e aprile in America Meridionale e tra aprile e ottobre nell'emisfero settentrionale. Il fiore, solitamente rosso, è riunito in infiorescenze. Il suo calice è di colore rosso vivo. La corolla, come quella di altre leguminose (come i fagioli comuni), è a forma di farfalla; il petalo più grande è infatti sistemato nella parte più bassa, mentre i due più piccoli, chiamati "ali", sono nascosti praticamente all'interno del calice. I fiori sono ricchi di nettare e, per questo, sono molto amati dagli insetti, che di solito fanno sì che avvenga l'impollinazione. È infatti molto visitata dalle api.
I frutti sono dei baccelli che al loro interno racchiudono i semi. I semi, rosso-marroni, sono di forma cilindrica e sono sistemati irregolarmente all'interno del baccello.

## Propagazione
Avviene per seme o talea, generalmente in primavera. I semi vanno prima tenuti a bagno per diverse ore in acqua calda, poi interrati e, nel giro di 15/20 giorni, cominceranno a germinare.